# Аполоний (генерал)
Вижте пояснителната страница за други личности с името Аполоний.
Аполоний (на латински: Apollonius) е военачалник на Източната Римска империя през 5 век.
Той е езичник и преди 448 г. се покръства, става християнин. През 443 г. става magister militum praesentalis на Изтока, а през 451 г. е изпратен като посланик до краля на хуните Атила.
Вероятно е този Флавий Аполоний (консул 460 г.).